# Chat-léopard
Prionailurus bengalensis
Pour les articles homonymes, voir Bengal.
Espèce
Statut de conservation UICN

 LC  : Préoccupation mineure
Répartition géographique
Statut CITES
Le Chat-léopard (Prionailurus bengalensis), le Chat léopard du Bengale ou le Chat de Chine, est une espèce de félins du genre Prionailurus.

## Répartition géographique
Prionailurus bengalensis est un petit félin d'Asie du Sud-Est, et d'Extrême-Orient. Il se rencontre en Afghanistan, au Bangladesh,, en Birmanie,, au Bhoutan, au Brunei,, au Cambodge, en Chine,, en Corée du Nord, en Corée du Sud,, en Inde,,, en Indonésie,,,, au Japon (Îles Tsushima et Iriomote),,, au Laos,,, en Malaisie,,,, en Mongolie, au Népal,, au Pakistan,, aux Philippines,,,,, à Singapour,, à Taïwan,,, en Thaïlande,,, en Russie, (Extrême-Orient) et au Viêt Nam,.

## Description

### Diagnose
La partie supérieure du corps de ce félin est de couleur brun jaunâtre pâle avec trois rangées de courtes bandes noires le long du dos et une bande noire perpendiculaire derrière chaque épaule.

### Description détaillée
Ce félin très élégant est à peu près de la taille d’un chat. Il présente un faible dimorphisme sexuel mais les mâles peuvent être plus massifs que les femelles,,,. Son poids varie d'environ 2, à 7, kilogrammes pour un corps mesurant 46 à 81 centimètres et une queue longue de 23 à 36 centimètres. Les spécimens de Russie sont trois fois plus lourds que ceux des forêts tropicales indonésiennes.
La tête est petite avec de grands yeux. Les oreilles sont grandes et arrondies. Les membres postérieurs sont un peu plus longs que les membres antérieurs. La queue est longue, pleine de poils et pelucheuse.
La tête, la mâchoire supérieure, les côtés du cou, le dos et les flancs sont d'une belle couleur brun jaune pâle. Si la couleur de fond de la robe est généralement brune, elle peut varier du gris au roux vif. La tête et la face sont rayées de noir vers le bas. Une ligne blanche est présente entre chaque œil et le nez. Une autre est placée sous chaque œil. Les moustaches sont blanches. Les oreilles sont de couleur sombre avec une tache blanche au milieu de chacune d'entre elles à l'extérieur. Trois ou quatre, rangées de courtes stries noires courent le long du dos en direction de la queue. Une ligne noire est placée derrière chaque épaule et pointe vers le bas. Le menton et la gorge sont blancs et entourés d'un demi-cercle noir qui forme comme un collier brisé. La poitrine, le ventre et l'intérieur des membres sont blancs avec des taches noires. Les membres, les pattes et la croupe sont marqués de taches noires rondes. Le corps présente, en fonction des sous-espèces, des taches rondes et pleines ou en forme de rosettes constituées d’un centre clair et d’un bord sombre,. Les coussinets sont brun foncé. La queue est de couleur brune et annelée de noir avec l'extrémité noire.
Il est à noter que ces caractéristiques sont susceptibles de varier en fonction des sous-espèces,.

## Habitat
Ce félin se rencontre dans plusieurs types d’habitats même s'il préfère les milieux boisés comme les forêts et les brousses. Ces habitats vont ainsi de la forêt tropicale humide à la forêt tempérée de feuillus et, marginalement, à la forêt de conifères ainsi qu'à la forêt d'arbustes et aux prairies de succession. Il affectionne les zones ripariennes, et est présent dans les mangroves. Il s'est aussi adapté aux régions agricoles,, et est par exemple présent dans les plantations de palmiers à huile,,, dans les plantations d'hévéas ou les champs de cane à sucre,, à la condition qu'une forêt soit présente à moins de 2 km. Il peut s'approcher des habitations.
Il s'observe depuis le niveau de la mer jusqu’à une altitude de 3 500 mètres.

## Écologie et comportement

### Comportement
Le chat-léopard est un animal principalement nocturne,,, avec une activité crépusculaire,,, mais peut être observé le jour.
C'est un excellent nageur et un excellent grimpeur qui peut grimper jusqu'à 20 mètres de haut. Le chat-léopard est, comme la plupart des félins, un animal solitaire en dehors de la période de reproduction,. Il est plutôt territorial, bien qu'il puisse également ne pas l'être, avec une taille de territoire plus importante pour les mâles que pour les femelles,, d'une superficie variant de 1.5 à 12,4 km2. En Thaïlande, les domaines vitaux des mâles font en moyenne 3,5 km2 et ils chevauchent en général  ceux moins vastes d'une ou plusieurs femelles.
Il se repose dans des arbres creux ou dans des trous qu’il aménage sous les racines de gros arbres.
Sans doute de manière à laisser peu de traces de sa présence, une partie de ses déjections est faite dans l’eau des rivières.

### Alimentation
Le chat-léopard est un chasseur opportuniste qui s’attaque à de petites proies mais qui peut se contenter de charognes en période de disette et il peut attaquer les volailles dans les villages.
Son régime alimentaire est principalement constitué de rongeurs,,,, de la famille des muridés,,, comme Leopoldamys sabanus ou du genre Maxomys ou comme les souris,, et les rats,, parmi lesquels Micromys minimus, Mus musculus,, Rattus rattus,, rattus tiomanicus, Rattus exulans, Rattus argentiventer et Rattus tanezumi, ou encore les mulots Apodemus rusiges, Apodemus speciosus et Apodemus argenteus. Ces rongeurs peuvent être endémiques ou exotiques. Il consomme également des rongeurs de la famille Cricetidae comme Hyperacrius wynnei, de la famille Sciuridae comme Eoglaucomys fimbriatus ou Callosciurus notatus et de la famille Gliridae comme Dryomys nitedula. Le chat-léopard pourrait consommer de l'ordre de 2000 souris par an.
Il chasse de petits mammifères, parmi lesquels des lagomorphes comme les pikas, Lepus peguensis ou Lepus capensis, des Soricomorpha,, des genres Crocidura, Sorex, Mogera comme Mogera wogura, Suncus comme Suncus murinus, Urotrichus  comme Urotrichus talpoides ou Crocidura comme Crocidura pullata, ou encore des Scandentia comme Tupaia glis,. Il peut aussi attraper des roussettes comme Pteropus dasymallus yaeyamae ou des chauves-souris comme Chaerephon plicatus.
Il peut s'attaquer à de petits ongulés comme le serow, le goral ou Tragulus javanicus voire à de plus gros comme Cervus unicolor,.
Son régime alimentaire inclut des oiseaux,,,,,, comme les espèces Amaurornis phoenicurus, Turdus pallidus, Garrulus glandarius, Lophura leucomelanos, Gallus gallus, Pucrasia macrolopha, Alectoris chukar, Corvus macrorhynchos ou des genres Dendrocopos et Collocalia ou de la famille des Timaliidae. Il peut aussi s'attaquer aux volailles domestiques,.
Il capture des poissons,, comme les Siluriformes, des amphibiens,,, comme des grenouilles, telle Nanorana vicina et Fejervarya sakishimensis, des reptiles,,,, comme varanus salvator et Eumeces kishinouyei ou de la famille des Agamidae comme Bronchocela cristatella et Calotes versicolor, de famille Scincidae comme Eutropis multifasciata ou encore des serpents comme xenopeltis unicolor.
Il consomme également des insectes,, comme des Acrididae ou des nymphes ou des adultes de Cicadidae ou encore des papillons de famille des Tortricidae.
Il ingère des végétaux,,, comme des graminées tels Arundinella hirta et Panicum bisulcatum.
Il s'attaque même à des carnivores comme le vison de Sibérie Mustela sibirica et à des arthropodes comme des araignées et des acariens ou des crabes,.
Il peut être victime de la pollution et ingérer du plastique.
Si le régime alimentaire du chat-léopard est principalement constitué de mammifères avec également des oiseaux, des amphibiens, des reptiles et des invertébrés,, la faible occurrence de mammifères, comme sur l'île d'Iriomote par exemple, peut être compensée par la consommation d'une plus grande proportion de reptiles et d'amphibiens. Les proportions de son régime alimentaire varient également en fonction de la saison et celui-ci peut par exemple contenir une plus grande quantité d'oiseaux lors de leur migration et en conséquence une plus faible quantité d'insectes.

### Reproduction
Dans le sud de son aire de répartition, Prionailurus bengalensis ne présente pas de période de reproduction fixe, avec néanmoins un pic en fin d'année, contrairement au nord où les naissances ont lieu en mai après une gestation de 56 à 72 jours,. Une portée comporte de un à quatre petits avec en général deux ou trois petits qui ouvrent les yeux vers dix jours. Les jeunes peuvent manger de la nourriture solide à partir de 23 jours. Le mâle peut parfois participer à l'élevage des petits.

### Parasites et maladies
Le chat-léopard peut être infesté par des ectoparasites comme des tiques des genres Amblyomma, Dermacentor et Haemaphysalis tels Haemaphysalis hystricis et Haemaphysalis koningsbergeri.
Il peut également être l'hôte d'endoparasites comme le Trematoda Paragominus westermani.
Ce félin peut être infecté par le virus de l'immunodéficience féline (FIV) et par le virus de la leucémie féline (FeLV).

## Statut et menaces
Le chat-léopard est classé en préoccupation mineure (LC) par l'IUCN, ce félin relativement commun ayant une importante aire de répartition. Cependant, à cause de la déforestation et de la perte de son habitat, la sous-espèce Prionailurus bengalensis rabori est listée comme vulnérable (VU), et la sous-espèce Prionailurus bengalensis iriomotensis est considérée comme en danger critique d'extinction (CR),. Au Japon, la population de Prionailurus bengalensis euptilurus vivant sur l'île de Tsushima est considérée comme en danger, comme celle de Prionailurus bengalensis iriomotensis sur l'île d'Iriomote.
Il peut être victime d'empoisonnements et de piégeages ainsi que de collisions avec des véhicules,,.

## Publication originale
- Kerr, R . 1792. The Animal Kingdom or zoological system of the celebrated Sir Charles Linnaeus. Class I. Mammalia: Containing a complete systematic description, arrangement, and nomenclature, of all the known species and varieties of the mammalia, or animals which give suck to their young, being a translation of that part of the Systema Naturae as lately published with great improvements by Professor Gmelin of Goettingen together with numerous additions from more recent zoological writers and illustrated with copper plates. 644 pages, Edinburgh. (lire sur BHL - p. 151 Bengal Tiger-Cat - Felis bengalensis)

## Taxonomie
Initialement décrite et placée dans le genre felis par le naturaliste britannique Robert Kerr en 1792, cette espèce a été transférée dans le genre Prionailurus par Reginald Innes Pocock en 1917.
L'épithète spécifique bengalensis fait référence à la région d'où provient l'animal ayant servi à la description originale, le Bengale.

## Sous-espèces
Parmi les 38 sous-espèces qui ont été décrites, douze,,,, sont communément admises, nombre qui se réduit à onze lorsque la sous-espèce Prionailurus bengalensis iriomotensis est considérée comme une espèce à part entière, :
- Prionailurus bengalensis bengalensis (Kerr, 1792) - chat-léopard du Bengale - [Inde, Chine, région indochinoise, péninsule malaise][2],[1]
- Prionailurus bengalensis alleni Sody, 1949[29] - chat-léopard de Hainan - [Hainan][35],[2]
- Prionailurus bengalensis borneoensis Brongersma, 1935[36],[Note 2] - chat-léopard de Bornéo - [Bornéo][2],[1],[4]
- Prionailurus bengalensis chinensis (Gray, 1837)[38] - [Singapour, Taiwan, Chine, Thaïlande, Vietnam][2],[1]
- Prionailurus bengalensis euptilurus[Note 3] (Elliot, 1871)[39] - chat-léopard de Sibérie, chat-léopard de Tsushima[10],[11], chat-léopard de l'Amour[22] - [Est de la Sibérie, Corée, Nord-Ouest de la Chine, île de Tsushima][1],[4],[2],[7]
- Prionailurus bengalensis heaneyi Groves, 1997[37] - chat-léopard de Palawan[16] - [Île de Palawan][4],[2],[16]
- Prionailurus bengalensis horsfieldii (Gray, 1842)[40],[Note 4] - [Kashmir et Sikkim, Sud Himalaya, Est de l'Indus][1],[2]
- Prionailurus bengalensis iriomotensis (Imaizumi, 1967)[41] - chat-léopard d’Iriomote[11] - [Île d'Iriomote][2]
- Prionailurus bengalensis javanensis (Desmarest, 1816)[42] - chat-léopard de Java - [Java, Bali][42],[1],[4],[2]
- Prionailurus bengalensis rabori Groves, 1997[37] - chat-léopard de Visayan[16],[17],[18] - [Îles Negros, Cebu et Panay][2],[4],[16]
- Prionailurus bengalensis sumatranus (Horsfield, 1821)[43] - chat-léopard de Sumatra - [Sumatra, Île de Nias][2],[1],[4]
- Prionailurus bengalensis trevelyani Pocock, 1939[44] - chat-léopard de Trevelyan - [Nord du Kashmir au sud du Balûchistân et Nord Penjab][44],[2],[1]

La population des îles Iriomote a été initialement décrite comme une espèce distincte par Imaizumi en 1967 en raison de ses caractéristiques morphologiques différentes,. Cependant, les études cytogénétiques et génétiques ont rejeté la distinction au niveau de l'espèce malgré un isolement prolongé de la population continentale et cette population est considérée comme la sous-espèce Prionailurus bengalensis iriomotensis. Certains considèrent également ce taxon comme incertae sedis.
Il est à noter qu'une étude phylogéographique récente propose de réviser le nombre de sous-espèces à la baisse en ne conservant que deux sous-espèces continentales (Prionailurus bengalensis iriomotensis et Prionailurus bengalensis euptilurus) et deux insulaires (Prionailurus bengalensis javanensis et Prionailurus bengalensis sumatranus). D'autres proposent de considérer les deux sous-espèces insulaires (Prionailurus bengalensis javanensis et Prionailurus bengalensis sumatranus) comme appartenant à l'espèce Prionailurus javanensis (Prionailurus javanensis javanensis et Prionailurus javanensis sumatranus).

### Chat d'Iriomote
Le chat d'Iriomote (Prionailurus bengalensis iriomotensis, Imaizumi, 1967), une sous-espèce de Prionailurus bengalensis, vit uniquement sur la petite île Iriomote (Archipel Okinawa). Celle-ci, d’une superficie de 289 km2 et peuplée d’environ 2 000 habitants, est située à l’extrême-sud du Japon et à environ 260 km de Taïwan. Ce chat n’est connu des scientifiques que depuis les années 1960 alors que les populations indigènes de l’île le connaissent depuis longtemps. En effet, ces chats sont parfois victimes de pièges destinés à d’autres animaux.
En japonais, ce chat est appelé Iriomote yama-neko (西表山猫), soit « chat de montagne (chat sauvage) d’Iriomote », et il n’existe que sur cette île. Les autorités comptabilisaient en 1993 et 2006 une centaine d'individus.
C’est un chat plutôt petit et léger. Il est actif surtout la nuit, durant laquelle il chasse dans la mangrove et la forêt qui recouvrent l’île. D’après des habitants, ce chat est particulièrement difficile à apercevoir. Il a été rapporté que des chats auraient été vus par un groupe en bateau, se baignant dans un bras de la rivière au niveau de la mangrove.
Sur la route principale de l’île, la signalisation invite les rares automobilistes à faire attention. Selon les statistiques, jusqu’à six chats sont blessés ou écrasés chaque année. Dans les zones où des chats ont été tués, la chaussée est signalée par des bandes rugueuses sonores.

### Chat de Tsushima

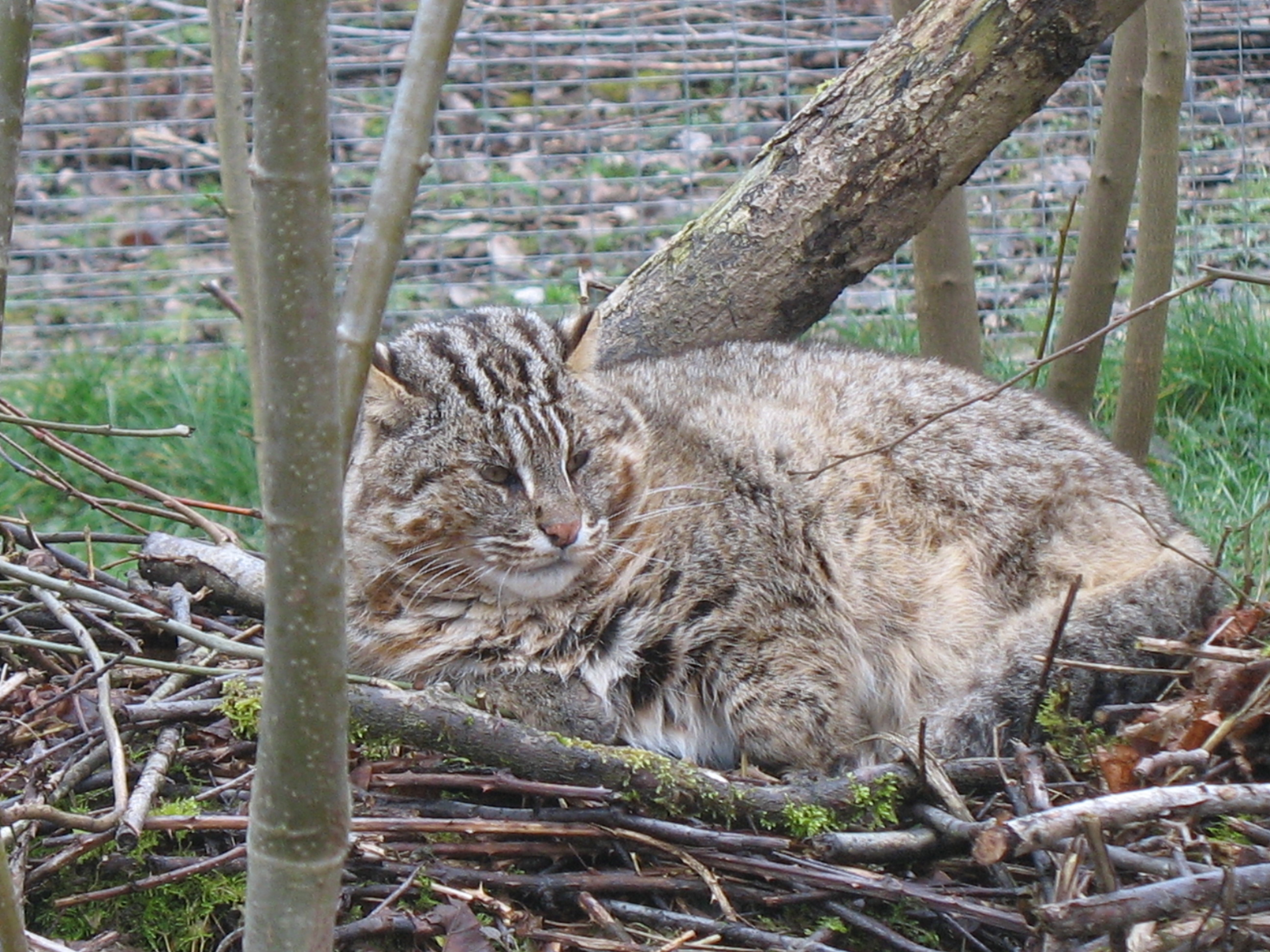
La sous-espèce euptilura, le chat-léopard de Sibérie, a une fourrure bien plus développée, comme le tigre de Sibérie et le léopard de l'Amour qui partagent son habitat où l'hiver est glacial.

On trouve également au Japon une variété de la sous-espèce de Sibérie (Prionailurus bengalensis euptilura) appelé « chat sauvage de Tsushima » (対馬山猫, Tsushima yama-neko) sur l'île Tsushima. Elle serait arrivée du continent asiatique il y a 100 000 ans.
Désignée Trésor national par le gouvernement japonais en 1971, elle a été reconnue comme espèce menacée en 1994 au Japon et un plan de conservation a été mis en place dès 1995. En 2004, il ne restait qu'une centaine d'individus,.

## Prionailurus bengalensiset l'Homme
Prionailurus bengalensis aurait été domestiqué en Chine il y a plus de 5000 ans mais sans suite puisqu'aujourd'hui les chats domestiques en Chine, comme tous les chats domestiques, sont des descendants de Felis silvestris.
Le chat-léopard est à l'origine de la création, par hybridation volontaire avec le chat domestique en 1963, du Bengal. Cette hybridation avait par ailleurs déjà été observée au 18e siècle à la suite du transport par bateau d'un chat-léopard en Angleterre.